# Fremona
 (juillet 2019).
Si vous disposez d'ouvrages ou d'articles de référence ou si vous connaissez des sites web de qualité traitant du thème abordé ici, merci de compléter l'article en donnant les références utiles à sa vérifiabilité et en les liant à la section « Notes et références ».
Fremona est une ancienne ville de la région de Tigray dans la partie septentrionale de l'Éthiopie. 
Sise entre Aksoum et Adwa elle fut édifiée et organisée par les catholiques portugais au XVIe siècle, et fut la résidence du patriarche latin d’Éthiopie, à la suite de son bannissement d’Aksoum. Lorsque les missionnaires furent expulsés (XVIIIe siècle), le bourg périclita. Il n’en reste que des ruines, à 10 km d’Adwa. 

## Histoire
À l’origine le village s'appelait « Maigoga », c’est-à-dire le village de l’eau, en raison des sources qui y surgissaient.
Un prêtre espagnol André de Oviedo envoyé en 1556, dirigea pendant de longues années le monastère de Fremona, «et y mourut en disgrâce. Créée en 1566, la résidence des jésuites fut la plus ancienne d’Éthiopie. Ils la nomment « Fremona », en mémoire de saint Frumence, apôtre de la région et premier évêque d’Aksoum.